# Olperer
Der Olperer ist ein 3476 m ü. A. hoher Berg in den Zillertaler Alpen im österreichischen Bundesland Tirol. Er ist der Hauptgipfel des Tuxer Kammes und einer der eigenständigsten Berge der Zentralen Ostalpen.

## Lage und Umgebung

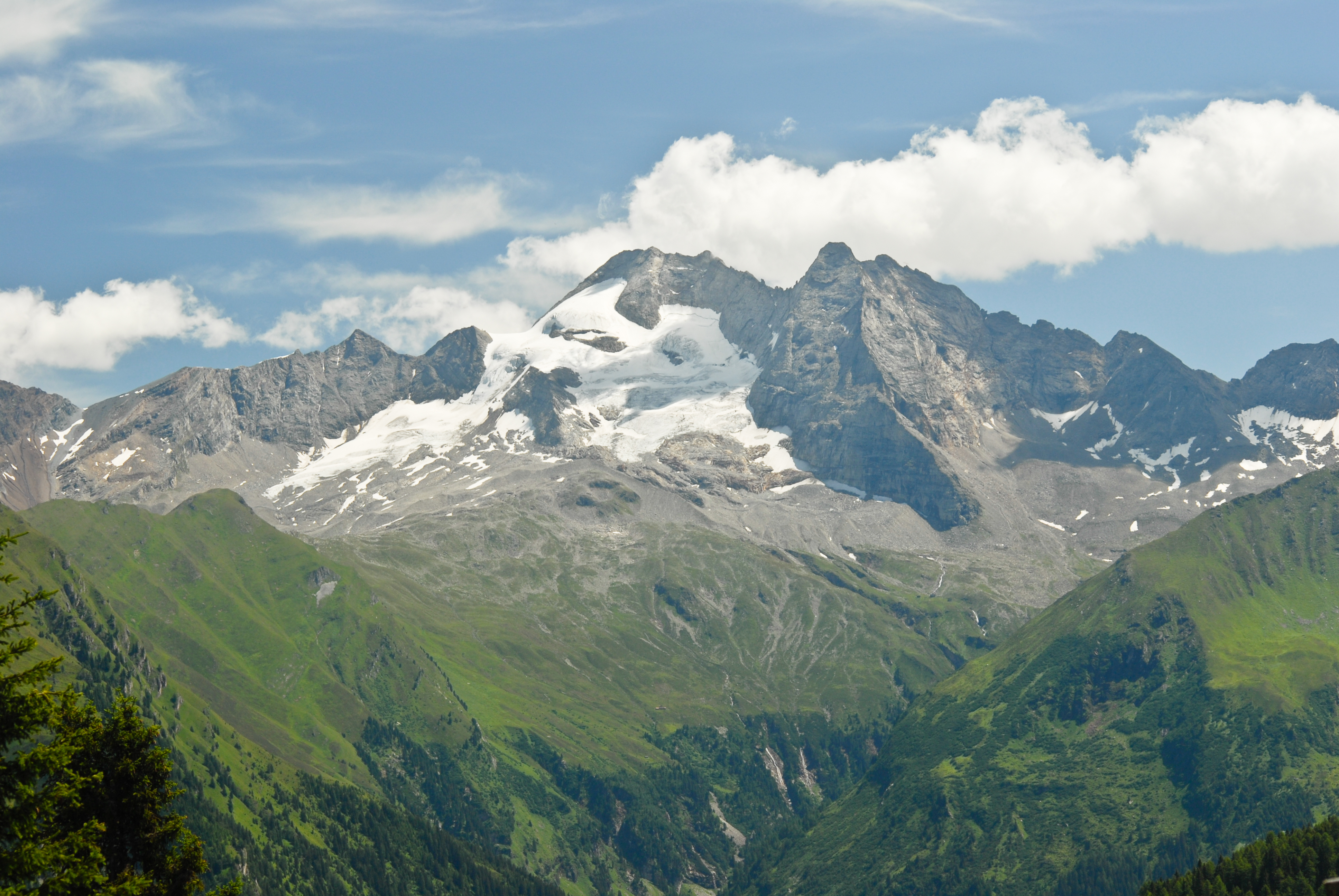
Olperer (mittig) und Fußstein (rechts) von Westen, links vom Olperer Wildlahnerscharte mit Olpererferner, Falscher Kaserer und Großer Kaserer (von rechts nach links), ganz rechts die Alpeiner Scharte

Der Olperer hat mit seinem pyramidenförmigen Gipfelaufbau ein markantes Erscheinungsbild. Dadurch und durch seine geografische Dominanz gegenüber seinen Nachbargipfeln ist er ein beliebter Aussichtsberg. Er liegt etwa vier Kilometer Luftlinie nordwestlich der Schlegeisspeicher-Staumauer und sieben Kilometer südlich von Hintertux. Benachbarte Berge im Norden, getrennt durch die Wildlahnerscharte (3220 m), sind der Falscher Kaserer (3254 m), gefolgt vom Großen Kaserer mit 3263 m Höhe, im Südosten im Kammverlauf der 3380 m hohe Fußstein, und im Nordosten schließlich, getrennt durch den Gletscher Großes Riepenkees, liegen die Gefrorene-Wand-Spitzen mit 3270 m Höhe. Der Gipfelaufbau ist von Gletschern umgeben: Im Nordosten der Tuxer Ferner, im Nordwesten der Olpererferner, im Südosten das Große Riepenkees und im Südwesten das Unterschrammachkees (klimabedingt bereits stark abgeschmolzen).

## Stützpunkte und Routen

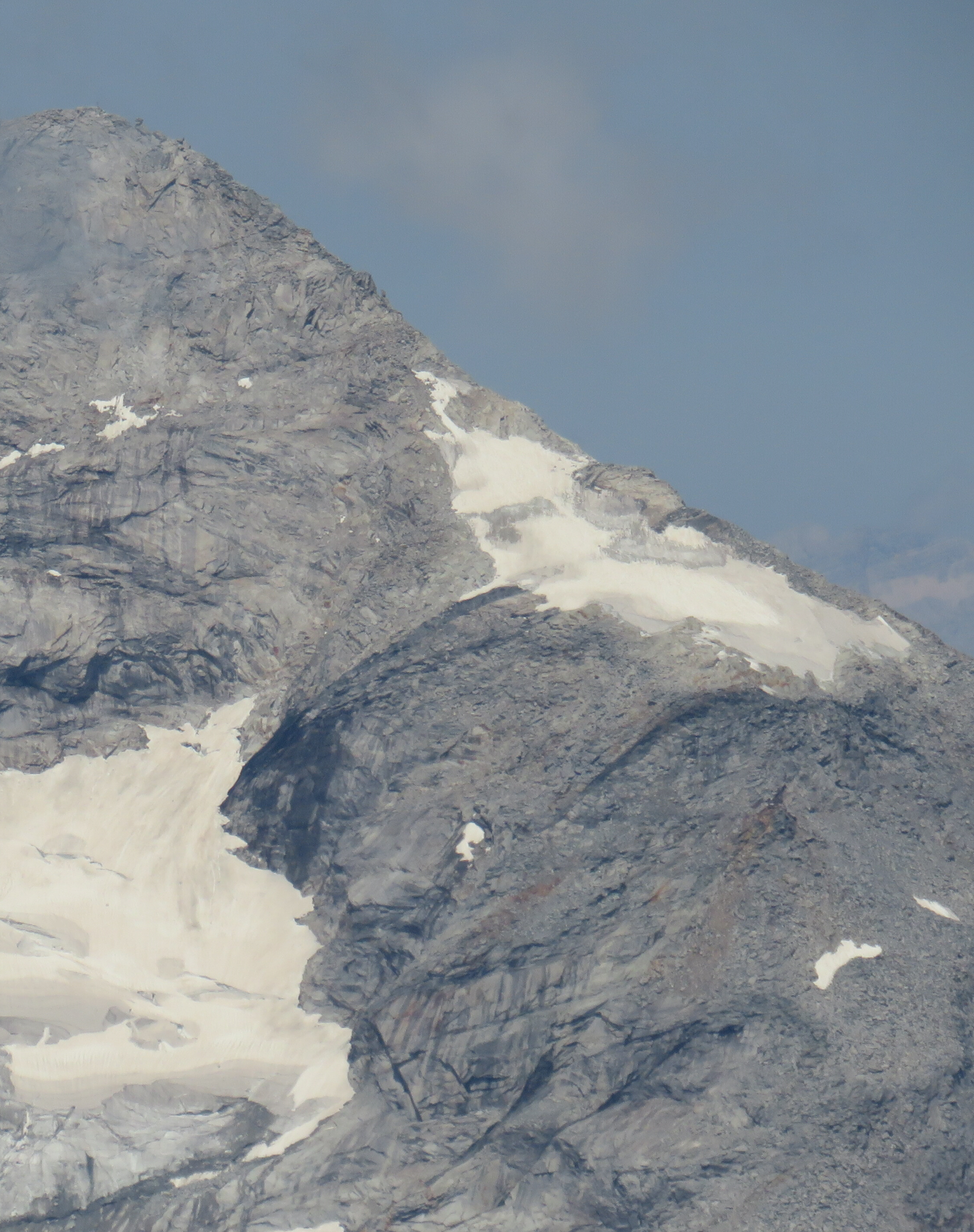
Normalweg auf den Olperer über den Südostgrat, rechts das Schneegupf, links der Beginn des Unterschrammachkeeses, Gletscherstand 2022

Die Erstbesteigung über den Südostgrat fand am 10. September 1867 durch Paul Grohmann, Georg Samer und Gainer Jackl statt. An seiner Nordflanke liegt das Schigebiet Hintertuxer Gletscher auf dem Gletscher Tuxer Ferner (auch Gefrorene-Wand-Kees genannt).
Der Weg von Paul Grohmann und seinen Gefährten führte von Südosten aus über das Riepenkar und Riepengrat. Ihr Stützpunkt lag im Zamser Grund.
Als Stützpunkt dient seit 1881 die Olpererhütte, auf 2388 m ü. A. Höhe gelegen. Grohmanns Weg ist auch heute noch der Normalweg. Hierzu steigt man vom Schlegeisspeicher (Parkplatz am Ende der Mautstraße) in gut 2 Stunden zur vor einigen Jahren neu erbauten Olpererhütte auf (bis hierher markierter Wanderweg). Ab der Hütte beträgt die Gehzeit bis zum Gipfelkreuz laut Literatur etwa vier Stunden.
Die Route folgt zunächst einem markierten alpinen Bergsteig in Richtung Riepenkopf größtenteils auf Steigspuren durch ehemalige Gletscherflächen unterhalb des Großen Riepnekees vorbei. Vom Riepenkopf zieht der eigentliche Südostgrat (Riepengrat) hinauf, den man direkt aus dem Riepenkar ansteuert (Steinmänner, den markierten Steig nach rechts verlassen). Nach einer relativ einfachen Blockkletterei erreicht man das Firnfeld Schneegupf (im Sommer 2022 stark ausgeapert und klimabedingt im Rückzug). Die direkt anschließende Schlüsselstelle (Kamin) wurde durch Trittbügel entschärft, zumindest Selbstsicherung ist hier aber angenehm, da es sehr steil nach oben geht. Es folgt eine nicht sehr schwierige (UIAA I-II), aber sehr ausgesetzte, unversicherte Gratpassage. Sicherungspunkte für eigene Seilsicherung (Bohrhaken) sind vorhanden. Der Weiterweg zum nahen Gipfel ist wieder etwas leichter, bleibt aber sehr ausgesetzt.

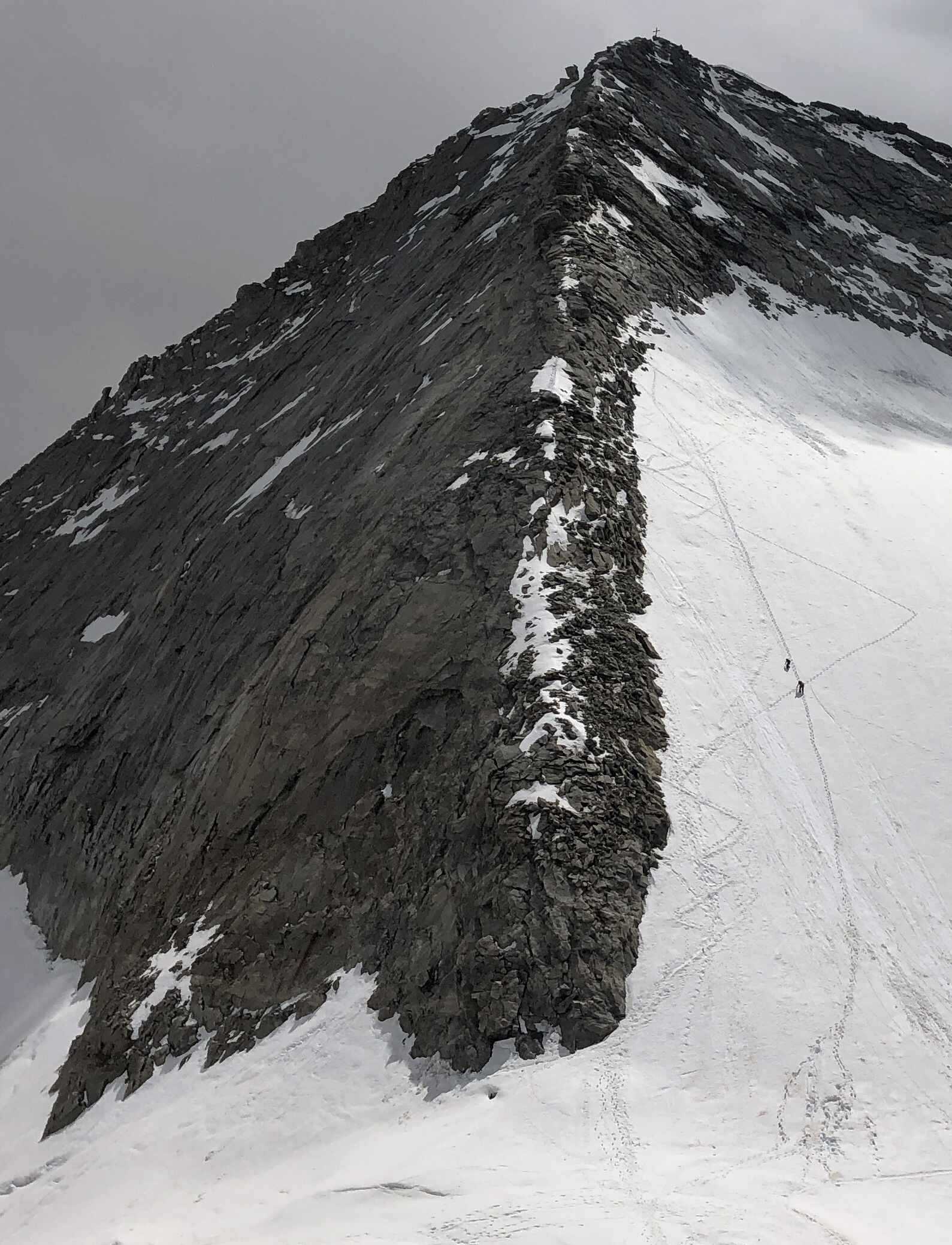
Route über Olperer Nordgrat mit Wildlahnerscharte (vorn), Olpererferner (rechts) und Gipfelkreuz

Ein weiterer klassischer Anstieg führt von der Wildlahnerscharte über den auch im Hochsommer manchmal vereisten Nordgrat in gut 350 Metern hinauf zum Gipfelkreuz (leichte bis schwierige Kletterei UIAA II bis III). Die Kletterei am Nordgrat ist durchgehend anspruchsvoll, die schwierigeren Passagen wurden jedoch durch Versicherungen (Trittbügel) entschärft (ohne diese wären Stellen im IV./V. Schwierigkeitsgrad zu bewältigen). Die Wildlahnerscharte erreicht man von der Geraer Hütte (2326 m) zunächst nordöstlich über den Olpererferner südlich am Wildlahnergrat vorbei (teilweise Gletscherspalten) (vier Stunden bis zum Gipfel); vom Tuxer Fernerhaus (2605 m) durch das Skigebiet; oder von der Olpererhütte durch den Großen Riepenkees und dann ebenfalls durch das Skigebiet. Die Nordroute wird auch im Winter im Rahmen von Skitouren benutzt, wobei ab dem Skidepot an der Wildlahnerscharte bei geeigneter Schneelage im unteren Teil westlich des Felsgrates über den Olpererferner auf-/abgestiegen werden kann. Eine Winterbegehung ist anspruchsvoll und erfordert sicheres Klettern mit Steigeisen im kombinierten Gelände.

## Berg Heil!
Am 8. August 1881 sollen sich auf dem Olperer erstmals die Bergsteiger August Böhm von Böhmersheim (1858–1930), Ludwig Purtscheller (1849–1900), Otto Zsigmondy (1860–1917) und Emil Zsigmondy (1861–1885) nach einem Gipfelsieg „Berg Heil!“ gewünscht haben. Die Anregung hierzu kam vom Wiener Geographen und Alpinisten August Böhm von Böhmersheim.

## Literatur und Karte

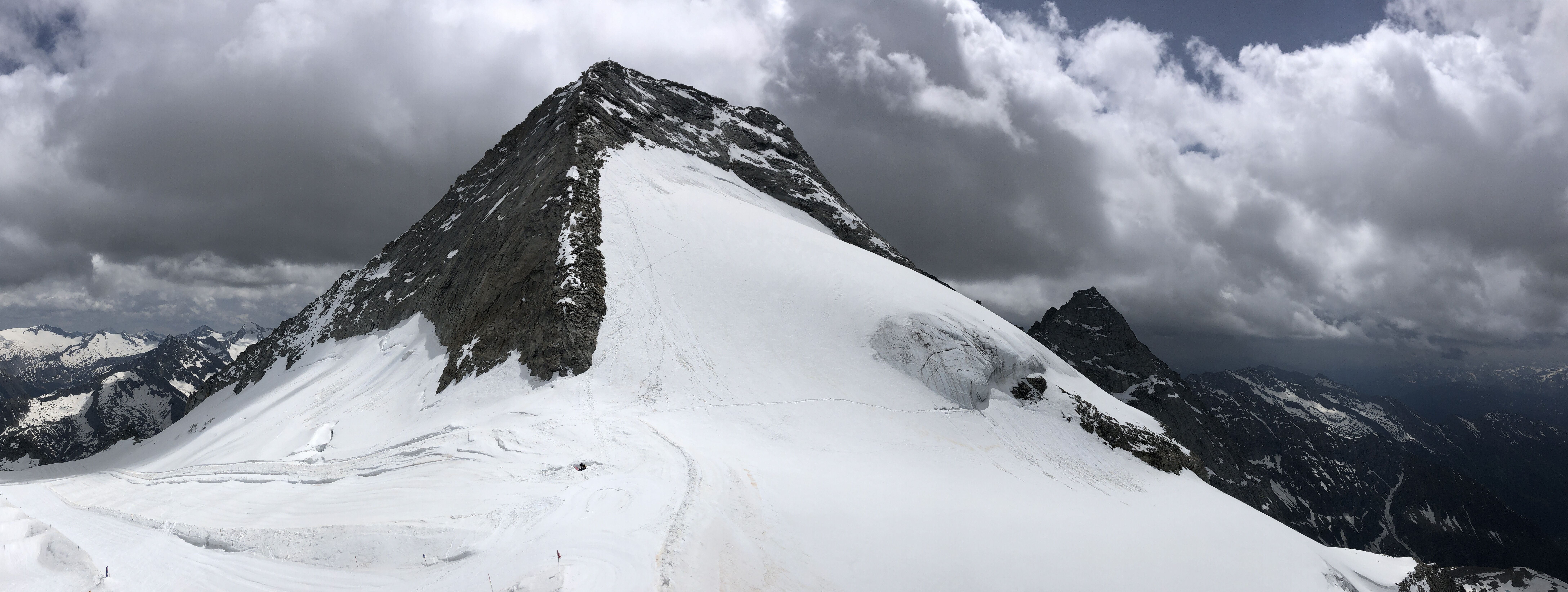
Olperer von Norden mit Wildlahnerscharte – links Schwarzenstein und Hornspitzen (Zillertaler Alpen), Hochgall, Wildgall und Schneebiger Nock (Rieserfernergruppe), Turnerkamp und Großer Möseler (Zillertaler Alpen) – rechts Fußstein, Olpererferner und Wildlahnergrat